# Cornerback
En cornerback er, indenfor amerikansk fodbold, en spiller på det forsvarende hold. Cornerbacken er typisk placeret ude i siden af banen, og ofte dybt for at dæmme op for quarterbackens kast til wide receiverne. Der er normalt to cornerbacks på banen af gangen ud af de 11 spillere på det forsvarende hold.
Cornerbackens opgave er primært at dække op for det angribende holds wide receivere. Når quarterbacken sender et kast dybt ned af banen er safetyen ofte den spiller der skal forhindre at kastet når frem til receiveren. Af samme årsag er cornerbacken tit manden bag interceptions, der forekommer når en spiller på det forsvarende hold opsnapper et kast fra quarterbacken.

## Berømte cornerbacks
- Ty Law
- Champ Bailey
- DeAngelo Hall
- Asante Samuel